# Silene gebleriana
Silene gebleriana är en nejlikväxtart som beskrevs av Alexander Gustav von Schrenk. Silene gebleriana ingår i släktet glimmar, och familjen nejlikväxter. Inga underarter finns listade i Catalogue of Life.